# Jürgen von Beckerath
Jürgen Rudolf Friedrich von Beckerath (* 19. Februar 1920 in Hannover; † 26. Juni 2016 in Schlehdorf) war ein deutscher Ägyptologe und Professor der Westfälischen Wilhelms-Universität in Münster.

## Leben
Jürgen von Beckerath ging im Stadtteil Höchst von Frankfurt am Main zur Schule und bestand dort 1939 das Abitur. Während des Zweiten Weltkrieges war er zunächst Soldat, wurde jedoch nach einer Verwundung aus dem Kriegsdienst entlassen.
Nach dem Zweiten Weltkrieg begann er in München ein Studium der Ägyptologie und promovierte 1950. Sieben Jahre später, 1957 wurde er an derselben Universität Lehrbeauftragter und wurde 1963 Privatdozent an der Universität München. In den Jahren 1966 und 1967 war er Visiting Professor an der Columbia University in New York, lehnte jedoch eine Berufung dorthin ab. 1970 wurde er ordentlicher Professor (Ordinarius) und Institutsdirektor an der Westfälischen Wilhelms-Universität in Münster, wo er 1985 emeritiert wurde. Seit dieser Zeit veröffentlichte er noch zahlreiche wissenschaftliche Werke.
Von Beckerath lebte bis zu seinem Tod mit seiner Frau Irmgard in Schlehdorf am Kochelsee in Oberbayern.

## Bedeutung
Jürgen von Beckeraths wichtigste Werke sind das Handbuch der ägyptischen Königsnamen (Lit.: MÄS 49) und die Chronologie des pharaonischen Ägypten (Lit.: MÄS 46). Sie gehören heute zu den Standardwerken der Ägyptologie.
Seine wissenschaftlich wichtigste und einflussreichste Arbeit ist seine Untersuchung zur Zweiten Zwischenzeit, mit der er habilitierte.

## Publikationen
- Tanis und Theben. Historische Grundlagen der Ramessidenzeit in Ägypten (= Ägyptologische Forschungen. Heft 16, ISSN 0933-338X). Augustin, Glückstadt u. a. 1951.
- Untersuchungen zur politischen Geschichte der Zweiten Zwischenzeit in Ägypten (= Ägyptologische Forschungen. Heft 23). Augustin, Glückstadt u. a. 1964 (Zugleich: München, Universität, Habilitations-Schrift, 1962).
- Abriss der Geschichte des Alten Ägypten (= Oldenbourgs Abriss der Weltgeschichte. Teil 1, B: Alter Orient, Parther, Sassaniden.). Oldenbourg, München u. a. 1971, ISBN 3-486-43191-9.
- Handbuch der ägyptischen Königsnamen (= Münchner ägyptologische Studien. Heft 20). Deutscher Kunstverlag, München u. a. 1984, ISBN 3-422-00832-2 (2., verbesserte und erweiterte Auflage. (= Münchner ägyptologische Studien. Bd. 49). ebenda 1999, ISBN 3-8053-2591-6).
- Chronologie des ägyptischen Neuen Reiches (= Hildesheimer ägyptologische Beiträge. Bd. 39). Gerstenberg, Hildesheim 1994, ISBN 3-8067-8132-X.
- Chronologie des pharaonischen Ägypten. Die Zeitbestimmung der ägyptischen Geschichte von der Vorzeit bis 332 v. Chr. (= Münchner ägyptologische Studien. Bd. 46). von Zabern, Mainz 1997, ISBN 3-8053-2310-7.